# Visite à Godenholm
Visite à Godenholm (titre original : Besuch auf Godenholm) est un roman court d'Ernst Jünger, publié en 1953, après sa première expérience avec le LSD. L'histoire mêle voyage, initiation et onirisme. Les rêves se mêlent à la réalité et permettent d'approcher les mondes intérieurs des protagonistes du récit. L'influence de Novalis y est sensible. 
En 1971, André Almuro a composé sur ce texte un opéra créé au Festival d'Avignon.